# Улица Джамбула (Салават)
Улица Джамбула  — улица расположена в Мусино.

## История
Застройка улицы началась в 1949 году. Улица застроена частными 1-2 этажными частными домами.

## Трасса
Улица Джамбула начинается от улицы Мусинская и заканчивается на улице Маяковского.

## Транспорт
По улице Джамбула общественный транспорт не ходит.